# DNA barcoding
DNA barcoding o codi de barres d'ADN és un mètode d'identificació d'espècies basat en la utilització d'un curt fragment d'ADN d'un gen o gens específics. Per comparació amb una llibreria de referència que conté una compilació de fragments d'ADN (anomenats seqüències), es pot identificar una determinada seqüència i emprar-la per saber a quin organisme i espècie pertany. El DNA barcoding funciona de la mateixa manera que ho fa un escàner de supermercat, aquest utilitza les conegudes ratlles negres de codi de barres per saber si un producte es troba en estoc a partir de la seva base de dades de referència. Algunes de les funcions d'aquests codis de barres son: la identificació d'una espècie desconeguda o parts d'un organisme, la catalogació de tots els taxons possibles, o per comparar amb taxonomia tradicional en un esforç per determinar fronteres d'espècie.
Diferents regions de gens son emprades per identificar diferents grups d'organismes utilitzant codis de barres o barcordings. La regió més utilitzada del barcode per animals i alguns protists és una porció del gen del citocrom c oxidasa I (COI o COX1), localitzat en ADN mitocondrial. Altres gens adequats per DNAbarcoding és l'Espaiador transcrit intern pertanyent a l'rRNA sovint utilitzat per fongs i l'enzim RuBisCO utilitzat per plantes. Els microorganismes són detectats emprant regions de gens diferents. El 16S rRNA es el més àmpliament utilitzat per la identificació de procariotes, mentre que el 18S rRNA serveix per detectar microorganismes eucariotes. Aquestes regions de gens són escollides perquè tenen menys variacions intraespecífiques (dins d'espècies) que interespecífiques (entre espècies), això es coneix com el Barcoding Gap.
Algunes de les aplicacions del DNA barcoding son: identificar les fulles d'una planta fins i tot quan les flors o les fruites no estan disponibles; identificar el pol·len trobat en els cossos d'animals que participen en el procés de pol·linització; identificar larves d'insecte que poden ser difícils de classificar; o investigar la dieta d'un animal basat en el seu contingut d'estómac, saliva o femta. S'utilitza el terme DNA metabarcoding quan la mostra a analitzar pertany a un o més organismes. Exemple : anàlisi de comunitats de diatomees en rius i corrents, el qual sol avalua qualitat d'aigua.

## Història
Les tècniques del DNA barcoding es van desenvolupar a partir del primer treball de seqüenciació d'ADN en comunitats microbianes mitjançant el gen 5S rRNA.

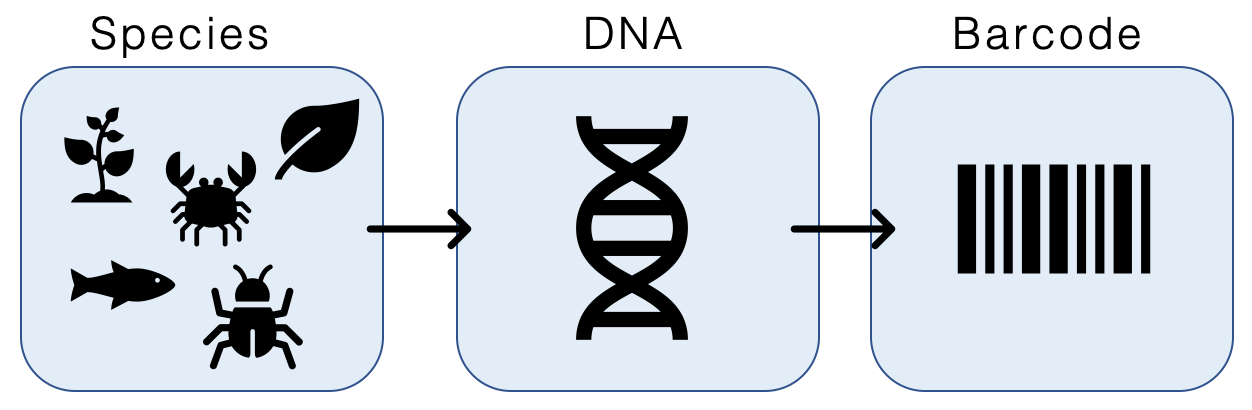
Esquema d'obtenció d'un codi de barres d'ADN

L'any 2003 es va proposar com a mètode estàndard per la identificació d'espècies tècniques i terminologia específiques del DNA barcoding modern. De la mateixa manera es van assignar seqüències desconegudes a tàxons superiors com ordres i fílums, en un document de Paul D. N. Hebert et al. de la University of Guelph, Ontario, Canada. Hebert et al. van demostrar la utilitat del gen citocrom c oxidasa I (COI), utilitzat per primera vegada per Folmer et al. al 1994, emprant encebadors d'ADN publicats com a eina per a anàlisis filogenètiques a nivell d'espècie com a eina discriminatòria adequada entre els invertebrats metazoics. La regió de Folmer del gen COI s'utilitza habitualment per distingir entre tàxons en funció dels seus patrons de variació a nivell d'ADN. La relativa facilitat de recuperar la seqüència i l'equilibri entre variabilitat i la conservació entre espècies són alguns dels beneficis del COI. Esmenant els perfils codis de barres o barcodes, Hebert et al. preveia el desenvolupament d'una base de dades COI que pogués servir de base per a un sistema global de bioidentificació.

## Metodologia

### Mostreig i preservació
La codificació de barres o barcoding es pot fer a partir de: teixits d'un exemplar objectiu o problema, d'una barreja d'organismes (mostra massiva o bulk sample) o d'ADN present en mostres ambientals (per exemple, aigua o sòl). Els mètodes de mostreig, conservació o anàlisi difereixen entre els diferents tipus de mostra.

#### Mostres de teixit
Per codificar una mostra de teixit de l'espècimen objectiu o problema, és probable que sigui suficient un petit fragment de pell, una pota o una antena (segons la mida de l'espècimen). Per evitar la contaminació, és necessari esterilitzar les eines utilitzades per la recol·lecció de les diferents mostres. Es recomana recollir dos o més mostres d'un mateix exemplar, una per arxivar i altres per emprar al procés de codificació de barres. La preservació de les mostres és crucial per tractar el problema de la degradació de l'ADN.

#### Mostres massives

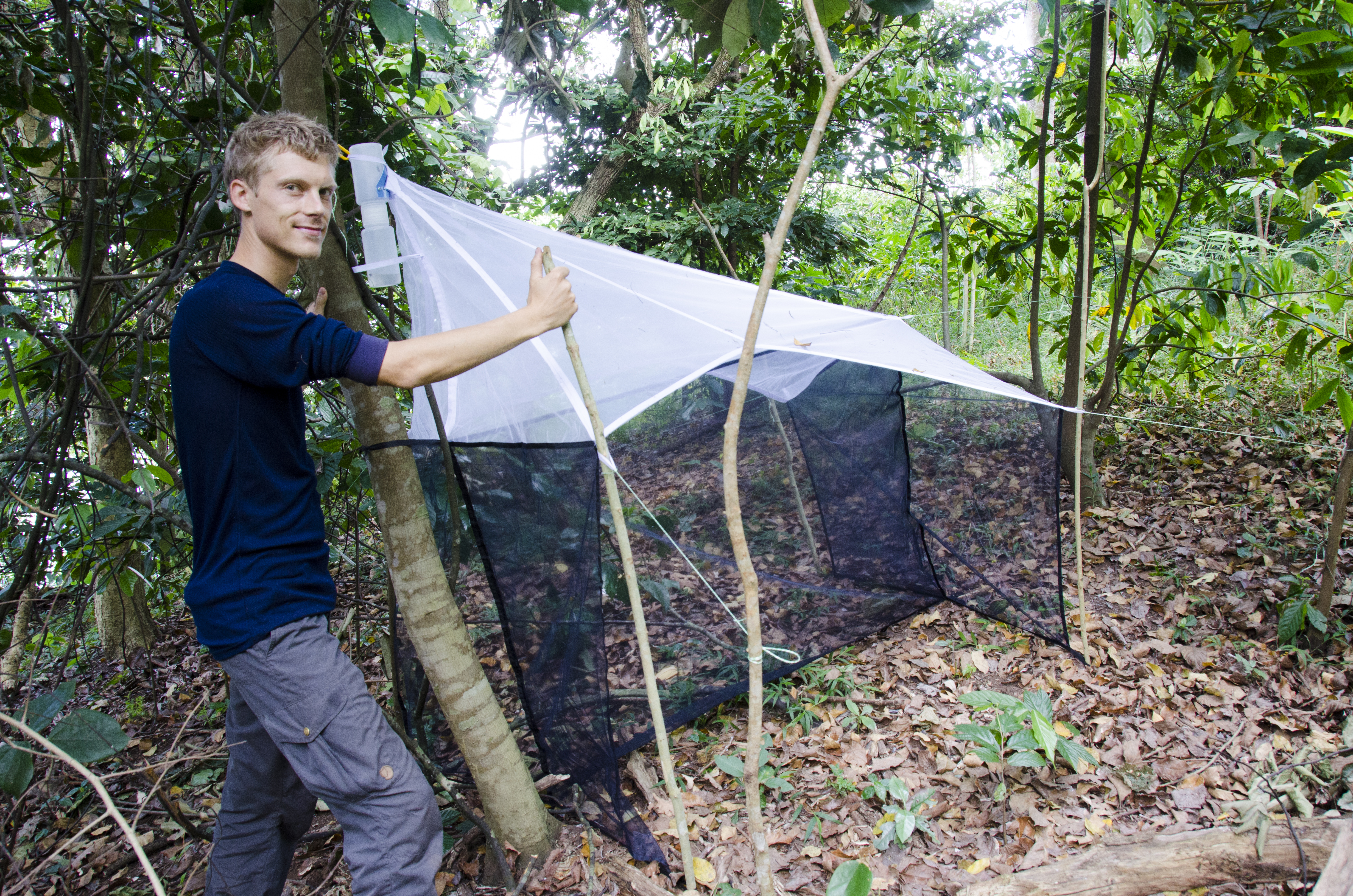
Instal·lació d'una trampa Malaise a Udzungwa Mountains National Park

Una mostra massiva és un tipus de mostra ambiental que conté diversos organismes del grup taxonòmic estudiat. La diferència entre mostres massives i altres mostres ambientals és que la mostra massiva acostuma a proporcionar una gran quantitat d'ADN de bona qualitat. Alguns exemples de mostres massives inclouen mostres aquàtiques de macroinvertebrats recollides amb l'ajuda d'una xarxa de dimensions petites (anomenada kick-net en anglès) o mostres d'insectes recollides amb una Trampa de Malaise. Les mostres d'aigua filtrades o fraccionades per volum que contenen organismes sencers com els eucariotes unicel·lulars també es defineixen de vegades com a mostres massives. Aquestes mostres es poden recollir mitjançant les mateixes tècniques que s'utilitzen per obtenir mostres tradicionals per a la identificació basada en la morfologia.

#### ADN ambiental
El mètode amb ADN ambiental (eDNA) és un mètode no invasiu per detectar i identificar espècies de restes cel·lulars o d'ADN extracel·lular presents en mostres ambientals (per exemple, aigua o sòl) mitjançant codificació de barres o barcoding i/o metabarcoding. Aquest mètode o tècnica es basa en el fet que tots els organismes vius deixen ADN al medi ambient i, per tant, en la possibilitat de detectar fins i tot organismes els quals la quantitat del d'ADN és molt baixa. Quan el material genètic es reduït, per al mostreig de camp, és crucial utilitzar material lliure d'ADN per cada localització o zona de mostreig amb l'objectiu d'evitar la contaminació. D'altra banda, una mostra d'eDNA sempre inclou l'ADN de microorganismes vius, que solen estar presents en grans quantitats. Per tant, la contaminació és menys problemàtica en aquest context a causa de la gran quantitat d'organismes objectiu o problema. El mètode eDNA s'aplica a la gran majoria de mostres, com aigua, sediments, sòl, femta d'animals, contingut estomacal o sang provinent de sangoneres.

### Extracció, amplificació i seqüenciació d'ADN

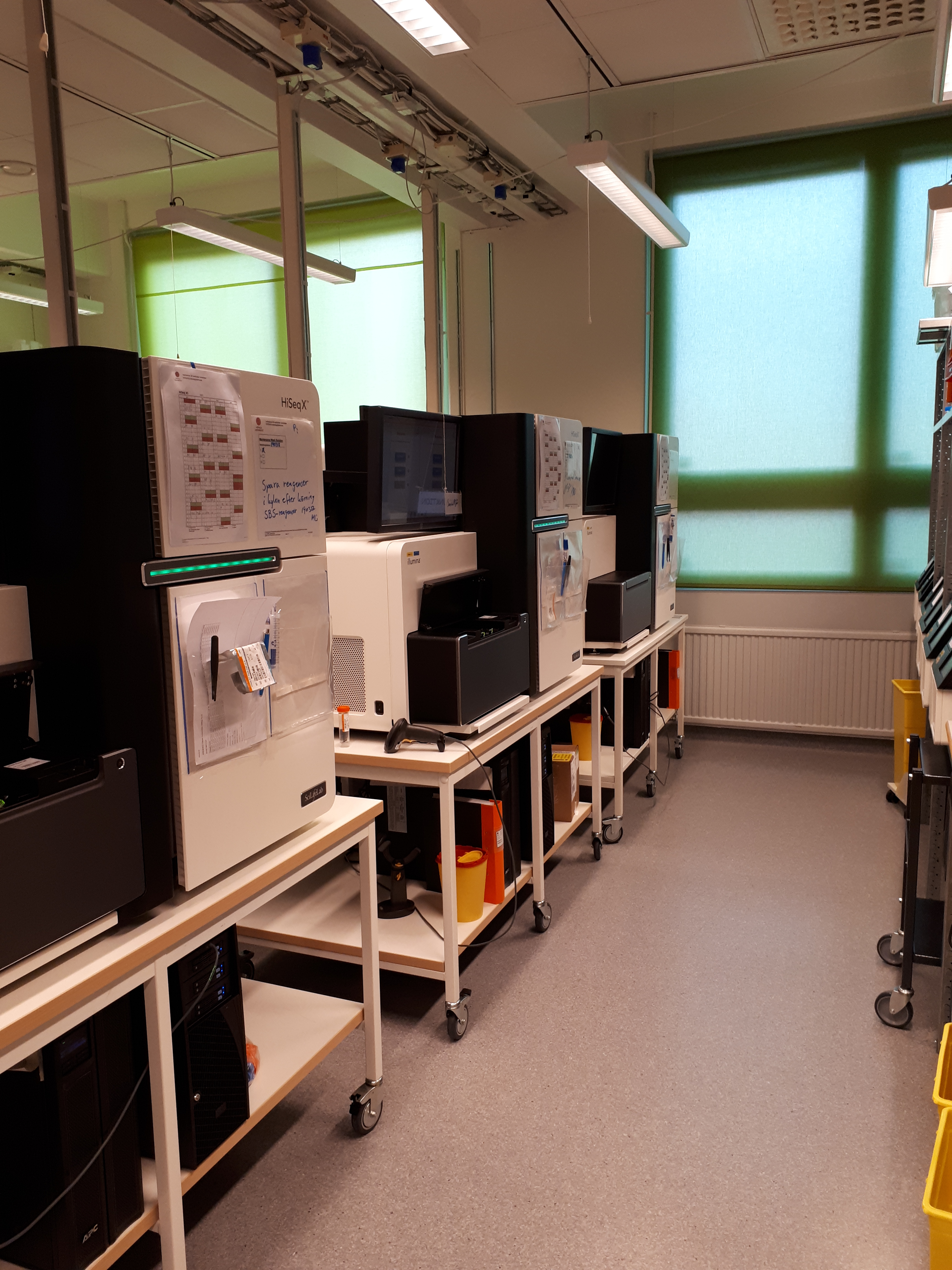
HiSeq seqüenciadors a SciLIfeLab a Uppsala, Suécia. La fotografía es va realitzar durant l'excursió del curs SLU PNS0169 al Març de 2019.

El DNA barcoding requereix de l'extracció d'ADN de la mostra. Existeixen diversos mètodes d'extracció d'ADN diferents, i factors com el cost, el temps, el tipus de mostra i el rendiment influeixen en la selecció del mètode òptim.
Quan l'ADN de mostres orgàniques o eDNA s'amplifica mitjançant la reacció en cadena de la polimerasa (PCR), la tècnica es pot veure afectada negativament per molècules o components inhibidors presents en la mostra. L'eliminació d'aquests és crucial per garantir l'amplificació i processament de la mostra preservant la qualitat d'ADN.
L'Amplificació d'ADN obtingut és un pas obligatori en el DNA barcoding. Normalment, només se secuencia un fragment del total d'ADN obtingut (típicament entre 400 i 800 parells de bases) per obtenir el codi de barres. L'amplificació del material eDNA se sol centrar en mides de fragments més petits (<200 parells de bases), ja que és més probable que la fragmentació d'aquest sigui superior al DNA obtingut d'altres fonts. No obstant això, alguns estudis argumenten que no hi ha cap relació entre la mida de l'amplicó i la taxa de detecció del eDNA.
Quan s'ha amplificat la regió en qüestió, el següent pas és dur a terme la seqüenciació d'ADN. Hi ha disponibles moltes plataformes de seqüenciació diferents, i el desenvolupament tècnic està avançant ràpidament.

### Selecció del marcador

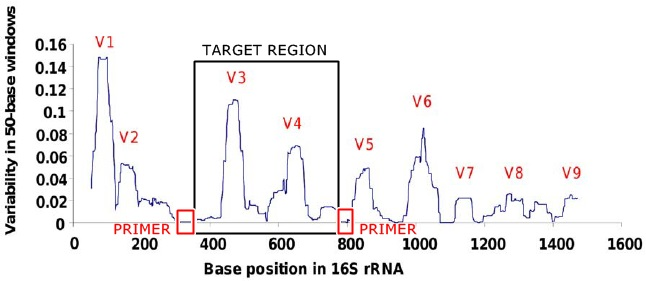
Esquema representatiu dels encebadors i de les regions objectiu o problema, pertanyents al gen 16S rRNA en Pseudomonas. Modificat a partir de »Variable Copy Number, Intra-Genomic Heterogeneities and Lateral Transfers of the 16S rRNA Gene in Pseudomonas« by Bodilis, Josselin; Nsigue-Meilo, Sandrine; Besaury, Ludovic; Quillet, Laurent, used under CC BY. Disponible a: https://www.researchgate.net/figure/Hypervariable-regions-within-the-16S-rRNA-gene-in-Pseudomonas-The-plotted-line-reflects_fig2_224832532.

Els marcadors que s'utilitzen per a DNA barcoding s'anomenen barcodes o codis de barres. Per tal de caracteritzar amb èxit les espècies basades en codis de barres, és crucial la selecció de regions informatives d'ADN. Un bon codi de barres d'ADN hauria de tenir una variabilitat intraespecífica baixa i interespecífica elevada, a més de tenir llocs de flanqueig conservats per al desenvolupament de encebadors PCR universals per a una àmplia aplicació taxonòmica. L'objectiu és dissenyar encebadors que detectin i distingeixin la majoria o totes les espècies del grup d'organismes estudiats (alta resolució taxonòmica). La longitud de la seqüència del codi de barres hauria de ser prou curta com per utilitzar-la amb la font de mostreig, extracció d'ADN, l'amplificació i els mètodes de seqüenciació actuals.
L'ideal seria que s'utilitzés una seqüència de gens per a tots els grups taxonòmics, des de virus fins a plantes i animals. No obstant, encara no s'ha trobat cap regió gènica d'aquest tipus, de manera que s'utilitzen codis de barres diferents per a diferents grups d'organismes, o segons la qüestió de l'estudi.
Per als animals, el codi de barres més utilitzat és el locus del citocrom c oxidasa I (COI) mitocondrial. També s'utilitzen altres gens mitocondrials, com Cytb, 12S o 18S. Els gens mitocondrials es prefereixen als gens nuclears a causa de la seva manca d'introns, el seu mode d'herència haploide i la seva recombinació limitada. A més, cada cèl·lula té diversos mitocondris (fins a diversos milers) i cadascuna d'elles conté diverses molècules d'ADN circulars. Per tant, els mitocondris poden oferir una font abundant d'ADN fins i tot quan el teixit mostral és limitat.
En les plantes, però, els gens mitocondrials no són adequats per a la codificació de barres de l'ADN perquè presenten taxes de mutació baixes. S'han trobat alguns gens candidats al genoma del cloroplast, el més prometedor és el gen de la maturasa K (matK) per si mateix o en associació amb altres gens. Per a la identificació d'espècies també s'han utilitzat marcadors multi- locus, com ara Espaiadors interns transcrits juntament amb matK, rbcL, trnH o altres gens. S'ha aconseguit la millor discriminació entre espècies de plantes quan s'utilitzen dos o més codis de barres de cloroplast.
Per als bacteris, la petita subunitat del gen de l'ARN ribosomal (16S) es pot utilitzar per a diferents tàxons, ja que es conserva molt. Alguns estudis suggereixen que la COI, xaperonina tipus II (cpn60) o la subunitat β de l'ARN polimerasa (rpoB) també podrien servir de codis de barres d'ADN bacterians.
Els codis de barres fongs són més difícils i és possible que sigui necessària més d'una combinació d'imprimació. El marcador COI té un bon rendiment en certs grups de fongs, però no igual de bo en altres. Per tant, s'estan utilitzant marcadors addicionals, com ara Espaiadors interns transcrits i la gran subunitat de l'RNA ribosomal nuclear (LSU).
Dins del grup de Protists, s'han proposat diversos codis de barres, com ara les regions D1 – D2 o D2 – D3 de 28S rDNA, subregió V4 del gen 18S rRNA, ITS rDNA i COI. A més, es poden utilitzar alguns codis de barres específics per a protistes fotosintètics, per exemple, la gran subunitat del gen ribulosa-1,5-bisfosfat carboxilasa-oxigenasa (rbcL) i el gen cloroplàstic 23S rRNA.
Marcadors que s'han utilitzat per codificar barres d'ADN en diferents grups d'organismes, modificats a partir de Purty i Chatterjee.
| Grup d'organismes | Gen / locus marcador                          |
| ----------------- | --------------------------------------------- |
| Animals           | COI, Cytb, 12S, 16S                           |
| Les plantes       | matK, rbcL, psbA-trnH, ITS                    |
| Bacteris          | COI, rpoB, 16S, cpn60, tuf, RIF, gnd          |
| Fongs             | ITS, TEF1α, RPB1 (LSU), RPB2 (LSU), 18S (SSU) |
| Protistes         | ITS, COI, rbcL, 18S, 28S                      |

## Llibreries de referencia i bioinformàtica.
Les biblioteques de referència s'utilitzen per a la identificació taxonòmica, també anomenada anotació, de seqüències obtingudes a partir de codis de barres o metabarcoding. Aquestes bases de dades contenen els codis de barres d'ADN assignats a tàxons identificats prèviament. La majoria de biblioteques de referència no cobreixen totes les espècies d'un grup d'organismes i es creen contínuament noves entrades. En el cas de macro i molts microorganismes (com les algues), aquestes biblioteques de referència requereixen documentació detallada (lloc i data del mostreig, persona que la va recollir, imatge, etc.) i identificació taxonòmica autoritzada de l'espècimen de val, així com presentació de seqüències en un format concret. El procés també requereix l'emmagatzematge d'exemplars garantits en col·leccions de museus i altres institucions col·laboradores. Tant la cobertura taxonòmicament completa com la qualitat del contingut són importants per a la precisió de la identificació. Existeixen diverses bases de dades de referència en funció del grup d'organismes i del marcador genètic utilitzat. Hi ha bases de dades nacionals més petites (per exemple, FinBOL), i grans consorcis com l'International Barcode of Life Project (iBOL).
BOLD
Llançat el 2007, el sistema de dades de codis de barres de la vida (BOLD) és una de les bases de dades més grans, que conté més de 450.000 BIN (números de índex de codis de barres) el 2019. És un dipòsit de lliure accés per al registre de mostres i seqüències per a estudis de codis de barres, i també és un banc de treball que ajuda a la gestió, garantia de qualitat i anàlisi de dades de codis de barres. La base de dades conté principalment registres BIN per a animals basats en el marcador genètic COI.
UNITE
La base de dades UNITE va llançar el 2003 i és una base de dades de referència per a la identificació molecular d'espècies fúngiques amb la regió de marcadors genètics de l'espai intern transcrit (ITS). Aquesta base de dades es basa en el concepte d'hipòtesis d'espècies: trieu el % en què voleu treballar i les seqüències s'ordenen en comparació amb les seqüències obtingudes a partir d'exemplars garantits identificats per experts.
Diat.barcode
La base de dades Diat.barcode es va publicar per primera vegada amb el nom de R-syst :: diatom el 2016, començant per dades de dues fonts: la col·lecció de cultura Thonon (TCC) a l'estació hidrobiològica de l'Institut Nacional de Recerca Agrària de França. (INRA) i de la base de dades de nucleòtids NCBI (National Center for Biotechnology Information). El codi de barres Diat proporciona dades per a dos marcadors genètics, rbc L (ribulosa-1,5-bisfosfat carboxilasa / oxigenasa) i 18S (ARN ribosòmic 18S). La base de dades també inclou informació addicional sobre trets d'espècies, com ara característiques morfològiques (biovolum, dimensions de mida, etc.), formes de vida (mobilitat, tipus de colònia, etc.) o característiques ecològiques (sensibilitat a la contaminació, etc.)).

### Anàlisis bioinformàtic
Per obtenir dades ben estructurades, clares e interpretables, cal processar les dades de seqüenciació en brut mitjançant anàlisi bioinformàtica. El fitxer FASTQ amb les dades de seqüenciació conté dos tipus d'informació: les seqüències detectades a la mostra (fitxer FASTA) i un fitxer de qualitat amb puntuacions de qualitat (puntuacions PHRED) associades a cada nucleòtid de cada seqüència d'ADN. Les puntuacions PHRED indiquen la probabilitat amb què s'ha puntuat correctament el nucleòtid associat.

#### Nivell de qualitat PHRED i el nivell de certesa associat
| 10 | 90%     |
| 20 | 99%     |
| 30 | 99,9%   |
| 40 | 99,99%  |
| 50 | 99,999% |

En general, la puntuació PHRED disminueix cap al final de cada seqüència d'ADN. Per tant, algunes pipelines de bioinformàtica simplement tallen l'extrem de les seqüències en un llindar definit.
Algunes tecnologies de seqüenciació, com ara MiSeq, utilitzen seqüenciacions paired-end durant les quals la seqüenciació es realitza des de les dues direccions produint una millor qualitat. Les seqüències superposades s'alineaven i es fusionen. Normalment, diverses mostres s'agrupen en una sola tirada i cada mostra es caracteritza per un fragment d'ADN curt, l'etiqueta. En un pas de desmultiplexació, les seqüències s'ordenen mitjançant aquestes etiquetes per tornar a muntar les mostres separades. Abans d'anàlisis posteriors, s'eliminen les etiquetes i altres adaptadors de la seqüència de codis de barres del fragment d'ADN. També, s'eliminen les seqüències de mala qualitat (puntuacions PHRED baixes) o seqüències molt més curtes o més llargues que el codi de barres de l'ADN objectiu. El següent pas de desreplicació és el procés en què totes les seqüències filtrades per la qualitat es col·lapsen en un conjunt de lectures úniques (unitats de seqüència individuals ISU) amb la informació de la seva abundància a les mostres. Després d'això, es detecten i s'eliminen quimeres (és a dir, seqüències compostes formades a partir de peces d'origen mixt). Finalment, les seqüències s'agrupen en Unitats Taxonòmiques Operatives (OTU), utilitzant una de les moltes estratègies d'agrupació. El programari bioinformàtic més utilitzat inclou Mothur, Uparse, Qiime, Galaxy, Obitools, JAMP, Barque, i DADA2.
Comparar l'abundància de lectures, és a dir, seqüències, entre diferents mostres segueix sent un repte, ja que tant el nombre total de lectures d'una mostra com la quantitat relativa de lectures d'una espècie poden variar entre mostres, mètodes o altres variables. Per a la comparació, es pot reduir el nombre de lectures de cada mostra al nombre mínim de lectures de les mostres a comparar, un procés anomenat rarefaction. Una altra manera és utilitzar l'abundància relativa de lectures.

### Identificació d'espècies i assignació taxonòmica

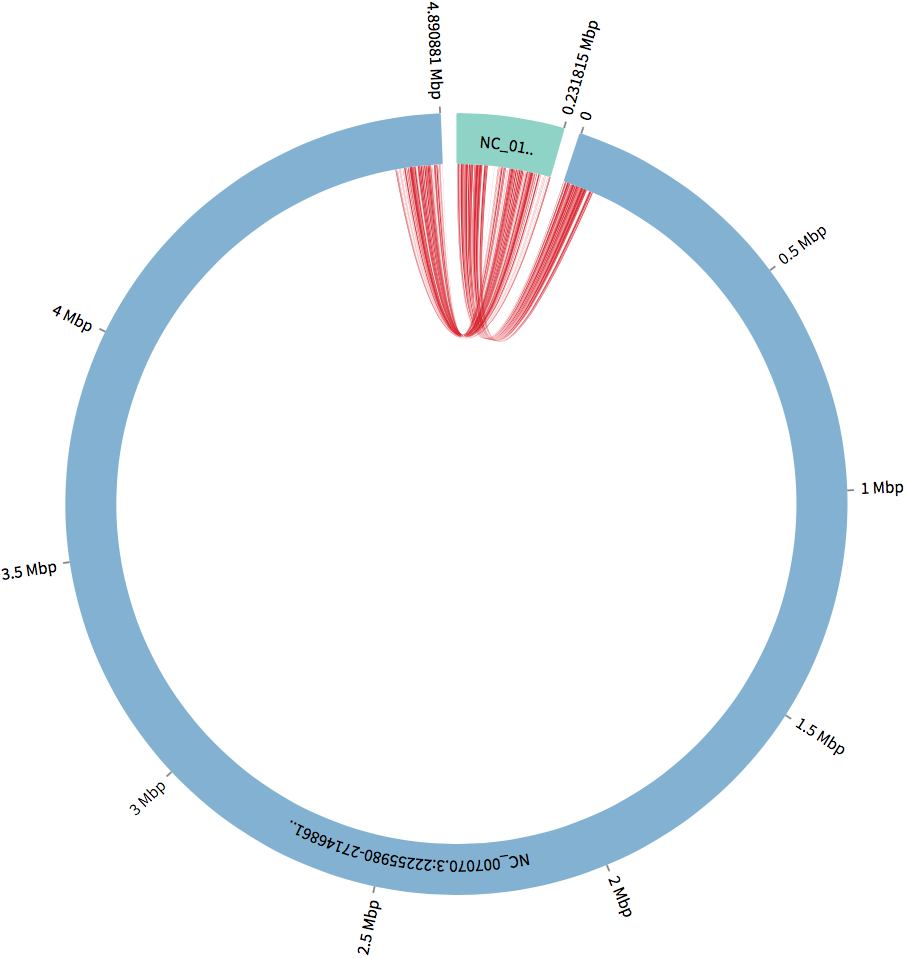
Visualització estil Circos dels resultats generats per BLAST utilitzant el programa SequenceServer.

L'assignació taxonòmica de les OTU a les espècies s'aconsegueix fent coincidir seqüències amb biblioteques de referència. L'eina bàsica de cerca d'alineació local (BLAST) s'utilitza habitualment per identificar regions de semblança entre seqüències comparant les lectures de seqüències de la mostra amb les seqüències de les bases de dades de referència. Si la base de dades de referència conté seqüències de les espècies rellevants, les seqüències de mostra es poden identificar amb una precisió d'espècie. Si no es pot fer coincidir una seqüència amb una entrada de biblioteca de referència existent, es pot utilitzar el codi de barres d'ADN per crear una entrada nova.
En alguns casos, a causa de la incompletesa de les bases de dades de referència, la identificació només es pot aconseguir a nivells taxonòmics superiors, com ara l'assignació a una família o classe. En alguns grups d'organismes com els bacteris, sovint no és possible l'assignació taxonòmica al nivell de les espècies. En aquests casos, es pot assignar una mostra a una unitat taxonòmica operativa (OTU) .

## Aplicacions
Les aplicacions del DNA barcoding inclouen identificació de noves espècies, avaluació de la seguretat dels aliments, identificació i avaluació d'espècies críptiques, detecció d'espècies exòtiques, identificació d'espècies en perill d'extinció i amenaçades, vinculació de les etapes d'òvuls i larves a espècies adultes, garantia de drets de propietat intel·lectual per a recursos biològics, emmarcar plans globals de gestió d'estratègies de conservació i dilucidar nínxols d'alimentació. Els marcadors de codis de barres d'ADN es poden aplicar per abordar qüestions bàsiques en sistemàtica, ecologia, biologia evolutiva i conservació, inclosos el muntatge comunitari, les xarxes d'interacció d'espècies, el descobriment taxonòmic i l'avaluació d'àrees prioritàries per a la protecció del medi ambient .

### Identificació d'espècies
Seqüències o marcadors d'ADN curts específics d'una regió estandarditzada del genoma poden proporcionar un codi de barres d'ADN per identificar espècies. Els mètodes moleculars són especialment útils quan els mètodes tradicionals no són aplicables. El DNA barcoding té una gran aplicabilitat en la identificació de larves per a les quals hi ha generalment pocs caràcters diagnòstics disponibles, i en associació de diferents etapes de la vida (per exemple, larvals i adults) en molts animals. En el seguiment del comerç il·legal s'utilitza la identificació d'espècies incloses en els apèndixs del Conveni del comerç internacional d'espècies en perill (CITES) mitjançant tècniques de codis de barres.
Les diferències genètiques de dues seqüències de codis de barres no són igual per a tots els tàxons. En alguns tàxons, les espècies no es poden identificar amb un únic codi de barres. Això es deu a la naturalesa dels esdeveniments d'especiació i als diferents rols del sistema genètic, la selecció natural i temps evolutiu (Sbordoni, 2010)
En general, es considera un valor de divergència del 2% per a la delimitació d'espècies (Carvalho et al., 2011; Hubert et al., 2008; Mabragana et al., 2011, però en estudis previs també es va registrar un valor de divergència inferior al 2% (Hubert et al., 2008; Lara et al., 2010; Pereira et al., 2011).

### Detecció d'espècies invasives
Es poden detectar espècies exòtiques mitjançant codis de barres. El codi de barres pot ser adequat per a la detecció d'espècies, per exemple, en el control de fronteres, on la identificació morfològica ràpida i precisa sovint no és possible a causa de les similituds entre diferents espècies, la manca de característiques diagnòstiques suficients i / o la manca d'experiència taxonòmica. La codificació de barres i el metabarcoding també es poden utilitzar per a la detecció d'ecosistemes d'espècies invasores i per distingir entre una espècie invasora i una espècie autòctona, morfològicament similar.

### Delimitant espècies críptiques
El DNA barcoding permet la identificació i el reconeixement d'espècies críptiques. Els resultats de les anàlisis de codis de barres d'ADN depenen, però, de l'elecció de mètodes analítics, de manera que el procés de delimitació d'espècies críptiques mitjançant DNA barcoding pot ser tan subjectiu com qualsevol altra forma de taxonomia. Hebert et al. (2004) van concloure que la papallona Astraptes fulgerator al nord-oest de Costa Rica consta en realitat de 10 espècies diferents. Aquests resultats, però, van ser desafiats posteriorment per Brower (2006), que va assenyalar nombrosos defectes greus en l'anàlisi i va concloure que les dades originals no podien donar suport més que la possibilitat de tres a set tàxons críptics en lloc de deu espècies críptiques. Smith et al. (2007) van utilitzar codis de barres d'ADN de citocrom c oxidasa I per a la identificació d'espècies de les 20 morfospècies de mosques parasitoses de Belvosia (Diptera: Tachinidae) criades d'erugues (Lepidoptera) a l'Àrea de Conservació Guanacaste (ACG), al nord-oest de Costa Rica. Aquests autors van descobrir que la codificació de barres fa augmentar el nombre d'espècies fins a 32, revelant que cadascuna de les tres espècies parasitoides, considerades anteriorment com a generalistes, en realitat són matrius d'espècies críptiques molt específiques de l'hoste. Per a 15 morfospècies de poliquets del bentos antàrtic profund estudiats mitjançant DNA barcoding, es va trobar diversitat críptica en el 50% dels casos. A més, es van detectar 10 morfospècies ignorades anteriorment, cosa que va augmentar la riquesa d' espècies total de la mostra en un 233%

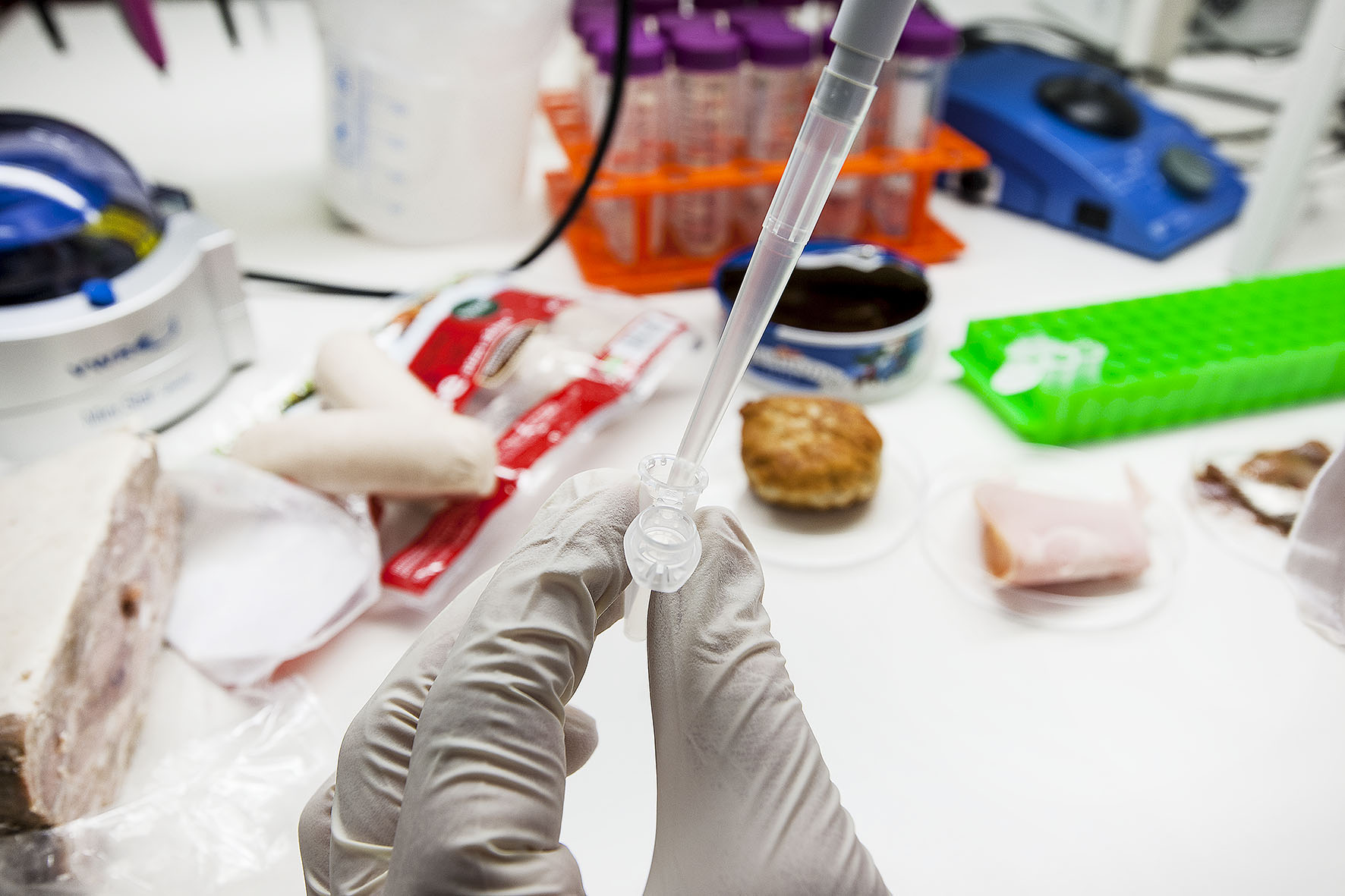
Extracció d'ADN d'aliments tradicionals de Nadal noruecs al laboratori sistemàtic molecular del Museu de la Universitat NTNU per garantir la seguretat.

### Detecció de relacions tròfiques/dieta a través de contingut intestinal
El DNA barcoding i el metabarcoding de l'ADN poden ser útils en estudis d'anàlisi de la dieta, i s'utilitza normalment si no es poden identificar exemplars de preses en funció de caràcters morfològics. Hi ha diversos enfocaments de mostreig en l'anàlisi de la dieta: la metabarcodificació de l'ADN es pot dur a terme sobre el contingut de l'estómac, femta, saliva o anàlisi de tot el cos. En mostres de femta o contingut estomacal molt digerit, sovint no és possible distingir el teixit de les espècies individuals i, per tant, es pot aplicar el metabarcoding. Les femtes o la saliva representen mostreig no invasius, mentre que l'anàlisi de tot el cos sovint significa que primer cal matar l'individu. Per a organismes més petits, la seqüenciació del contingut estomacal es fa sovint seqüenciant tot l'animal.
Tot i això, l'avanç tecnològic no és suficient per quantificar taxa de consum del depredador. Per tant, les tècniques basades en la PCR son qualitatives. Un mètode basat en qRT-PCR pot avaluar la taxa de depredació (Nejstgaard et al., 2007). En estudis epidemiològics el DNA barcoding detecta les relacions d'alimentació vector-hoste que condueix en última instància a la identificació de patrons causants de malaltia i transmissió de patògens per allotjar-se mitjançant vectors (Alcaide et al., 2009; Townzen et al., 2008). Alcaide et al van informar de l'hàbit alimentari dels artròpodes xucladors de sang (Dípters, hemípters i una espècie de paparra Ixodida) i van exposar poques espècies de mosquits s'alimenten de sang de molts vertebrats (mamífers i ocells).

### DNA barcodingper la seguretat alimentària
El DNA barcoding representa una eina essencial per avaluar la qualitat dels productes alimentaris. L'objectiu és garantir la traçabilitat dels aliments, minimitzar la pirateria alimentària i valorar la producció agroalimentària local i típica. El etiquetatge erroni o substitució de productes alimentaris, com ara el peix es produeix amb freqüència als mercats locals i internacionals. Molts productes no es reconeixen visualment després del processament i congelació (Filonzi et al., 2010). Quan el menjar està processat, es fa molt difícil provar l'originalitat de el contingut mitjançant tècniques rutinàries, però, el DNA barcoding es pot utilitzar per provar l'originalitat d'aliments fins i tot després de ser processats. Ara s'està fent servir codis de barres d'ADN per garantir la seguretat alimentària i per identificar fraus comercials (Galimberti et al., 2013). Aquesta tècnica té una aplicabilitat àmplia per provar l'autenticitat dels aliments (Wong & Hanner, 2008). En concret, aquesta tècnica s'ha trobat molt eficaç en la traçabilitat de marisc (Becker et al., 2011; Maralit et al., 2013).
Un altre propòsit és salvaguardar la salut pública; per exemple, el metabarcoding ofereix la possibilitat d'identificar els meros causants de la intoxicació de peixos Ciguatera a partir de restes de farina, o separar els bolets verinosos dels comestibles.

### Biomonitoratge i avaluació ecològica
El DNA barcoding es pot utilitzar per avaluar la presència d'espècies en perill d'extinció per als esforços de conservació, o la presència d'espècies indicadores que reflecteixen les condicions ecològiques específiques, per exemple, l'excés de nutrients o els nivells baixos d'oxigen. El DNA barcoding pot ajudar a les agències mediambientals per controlar la qualitat de l'aigua potable, utilitzant coma identificador les espècies de llacs, rius i rieres; o bé identificar espècies amb atributs nocius o propietats medicinals, supervisar el contraband de plantes i animals en perill d'extició i els seus productes i en investigacions de malalties. El DNA barcoding ajuda als ecologistes a determinar la composició de les espècies de mostres ambientals i fins i tot estimen la seva composició dietètica mitjançant l'ús de mostres de femta (Valentini et al., 2009)

### Aplicacions forenses
L'escalada del creixement del comerç il·legal de fauna salvatge i els canvis antròpics en els hàbitats amenacen la supervivència d'espècies a tot el món. Com és el cas dels pangolins. Les vuit espècies existents han experimentat reduccions dràstiques de la mida de la població a nivell mundial amb un alt risc d'extinció a Àsia. En conseqüència, els serveis forenses han esdevingut crítics per fer complir la llei, amb la necessitat de mètodes genètics normalitzats i validats per a identificacions fiables, com el DNA barcoding.
El pol·len pot ser un marcador forense crític en els casos en què és important determinar l'origen geogràfic, inclosos objectius d'investigació, casos de persones desaparegudes i aplicacions d'intel·ligència. Tanmateix, el seu ús ha estat limitat prèviament per la necessitat d'un alt nivell d'especialització per part de palinòlegs experts, velocitats d'identificació lentes i una resolució taxonòmica relativament pobra (normalment a la família de plantes o al nivell de gènere). Per contra, la identificació del pol·len mitjançant la codificació de barres d'ADN té el potencial de superar aquestes tres limitacions

## Potencials i mancances

### Potencials
Els mètodes tradicionals de bioavaluació estan ben establerts internacionalment i serveixen bé per al biomonitoratge, com per exemple per a la bioavaluació aquàtica dins de les directives de la UE DMA i MSFD. No obstant això, el DNA barcoding podria millorar els mètodes tradicionals per les següents raons:
1. Pot augmentar la resolució taxonòmica i harmonitzar la identificació de tàxons difícils d'identificar o que no tenen experts
2. Pot relacionar amb més precisió / precisió els factors ambientals amb tàxons específics
3. Pot augmentar la comparabilitat entre regions,
4. Permet la inclusió d'etapes primerenques de vida i exemplars fragmentats,
5. Permet la delimitació d'espècies críptiques / rares
6. Permet el desenvolupament de nous índexs, per exemple, espècies rares / críptiques que poden ser sensibles / tolerants als estressors
7. Augmenta la El nombre de mostres que es poden processar i redueix el temps de processament, donant lloc a un major coneixement de l'ecologia de les espècies
8. És una forma no invasiva de control quan s'utilitzen mètodes d'ADN ambiental.[108]

#### Temps i cost
El DNA barcoding és més ràpid que els mètodes morfològics tradicionals, des de l'entrenament per obtenir experiència fins a l'assignació taxonòmica. Es necessita menys temps per obtenir experiència en mètodes d'ADN que convertir-se en un expert en taxonomia. A més, el flux de treball de DNA barcoding (és a dir, de la mostra al resultat) és generalment més ràpid que el flux de treball morfològic tradicional i permet el processament de més mostres.

#### Resolució taxonòmica

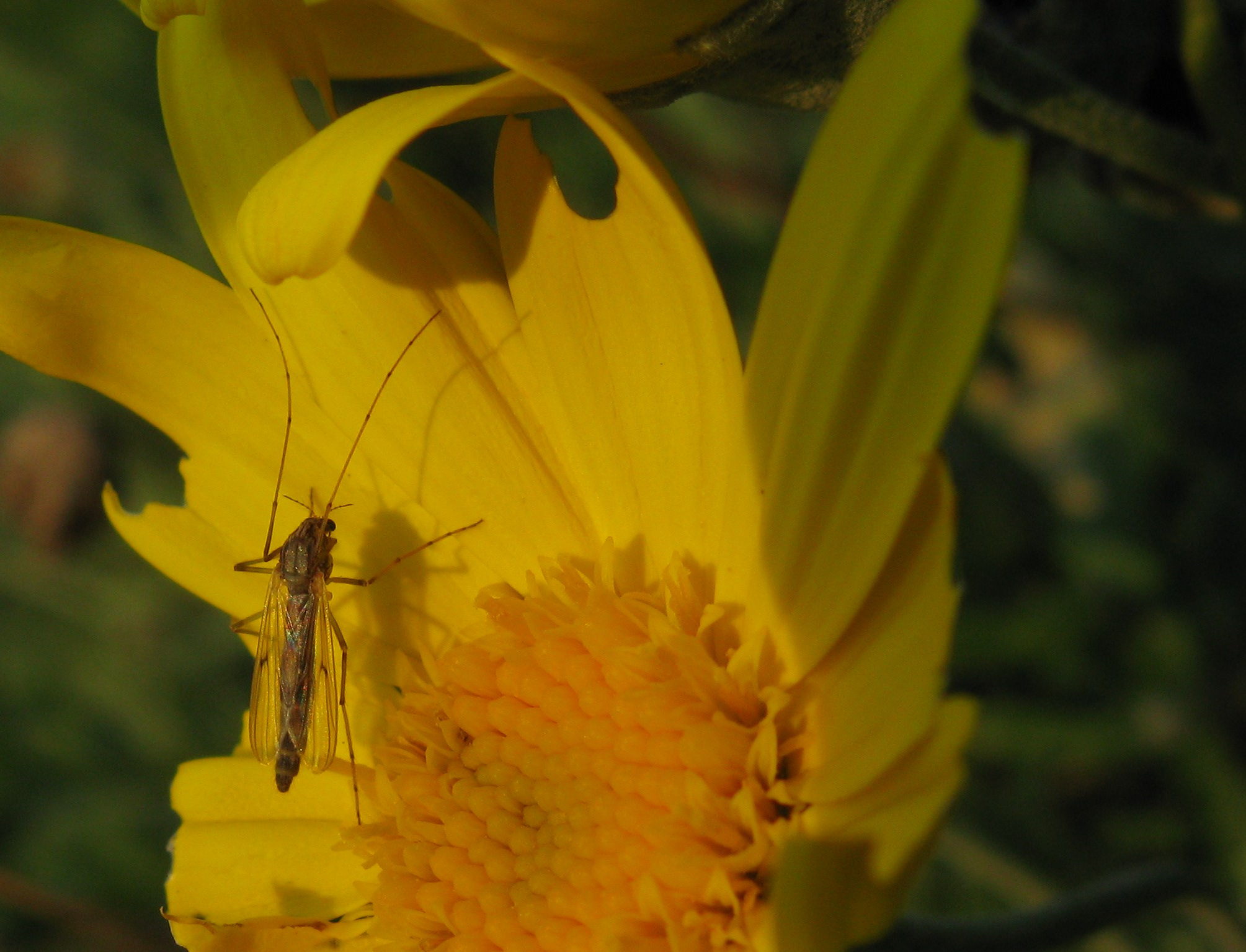
Chironomidae sp. femella sobre la flor de Euryops sp.

La codificació de barres de l'ADN permet la resolució de tàxons de nivells taxonòmics més elevats (per exemple, familiars) a menors (per exemple, espècies), que d'una altra manera són massa difícils d'identificar mitjançant mètodes morfològics tradicionals, com per exemple la identificació mitjançant microscòpia. Per exemple, els quironòmids (mosquits no mossegadors) es troben àmpliament distribuïts tant en ecosistemes terrestres com d'aigua dolça. La seva riquesa i abundància els fan importants per a processos i xarxes ecològiques, i són un dels molts grups d'invertebrats que s'utilitzen en el biomonitoratge. Les mostres d'invertebrats poden contenir fins a 100 espècies de quironòmids que sovint representen fins al 50% d'una mostra. Malgrat això, no solen identificar-se per sota del nivell familiar a causa de l'experiència taxonòmica i del temps necessari. Això pot donar lloc a diferents espècies de quironòmids amb diferents preferències ecològiques agrupades, cosa que resulta en una avaluació inexacta de la qualitat de l'aigua.
El DNA barcodin proporciona l'oportunitat de resoldre tàxons i relacionar directament els efectes estressors amb tàxons específics, com ara espècies de quironòmids individuals. Per exemple, Beermann et al. (2018) va estudiar l'ADN Chironomidae amb codis de barres per investigar la seva resposta a múltiples estressors; flux reduït, augment dels sediments fins i augment de la salinitat. Després del codi de barres, es va trobar que la mostra de quironòmids consistia en 183 unitats taxonòmiques operatives (OTU), és a dir, codis de barres (seqüències) que sovint equivalen a espècies morfològiques. Aquests 183 OTU van mostrar 15 tipus de resposta en lloc dels dos tipus de resposta registrats anteriorment registrats quan tots els quironòmids es van agrupar en el mateix estudi d'estrès múltiple. Una tendència similar es va descobrir en un estudi de Macher et al. (2016) que van descobrir la diversitat críptica dins de l'espècie de mosca de Nova Zelanda Deleatidium sp . Aquest estudi va trobar diferents patrons de resposta de 12 OTU moleculars diferents als estressors que poden canviar el consens que aquesta mosca és sensible a la contaminació.

### Mancances
Malgrat els avantatges que ofereix el DNA barcoding, també s'ha suggerit que el codi de barres d'ADN s'utilitza millor com a complement dels mètodes morfològics tradicionals.Aquesta recomanació es basa en múltiples reptes percebuts.

#### Paràmetres físics

En aquest senzill exemple es pot veure com el peix va deixant rastres de DNA a mesura que va nadant. No obstant aquest també desapareix a mesura que passa el temps.

No és del tot senzill connectar els codis de barres d'ADN amb les preferències ecològiques del tàxon amb codi de barres en qüestió, com és necessari si s'ha de fer servir el codi de barres per al biomonitoratge. Per exemple, la detecció d'ADN objectiu en sistemes aquàtics depèn de la concentració de molècules d'ADN en un lloc, que al seu torn es pot veure afectada per molts factors. La presència de molècules d'ADN també depèn de la dispersió en un lloc, per exemple, la direcció o la força dels corrents. No se sap realment com es mou l'ADN als rius i llacs, cosa que dificulta el mostreig. Un altre factor podria ser el comportament de les espècies objectiu, per exemple, els peixos poden tenir canvis estacionals de moviments, els escamarlans o els musclos alliberaran ADN en quantitats més grans només en determinats moments de la seva vida (muda, posta). Per a l'ADN del sòl, se sap encara menys sobre distribució, quantitat o qualitat. La principal limitació del mètode de DNA barcoding és que es basa en llibreries de referència de codis de barres per a la identificació taxonòmica de les seqüències. La identificació taxonòmica només és precisa si hi ha una referència fiable. Tanmateix, la majoria de bases de dades encara són incompletes, especialment per a organismes més petits, com ara fongs, fitoplàncton, nematoda, etc. A més, les bases de dades actuals contenen identificacions errònies, errors ortogràfics i altres errors. Hi ha un gran esforç de cura de continguts i finalització al voltant de les bases de dades per a tots els organismes necessaris, que impliquen grans projectes de codis de barres (per exemple, el projecte iBOL per a la base de dades de referència de codis de barres de sistemes de dades de vida (BOLD)). No obstant això, la realització i la conservació són difícils i requereixen molt de temps. Sense exemplars garantits, no hi ha cap certesa sobre si la seqüència utilitzada com a referència és correcta. Les bases de dades de seqüències d'ADN com GenBank contenen moltes seqüències que no estan lligades a exemplars garantits (per exemple, exemplars d'herbari, línies cel·lulars cultivades o, de vegades, imatges). Això és problemàtic davant de qüestions taxonòmiques, com ara si diverses espècies s'han de dividir o combinar, o si les identificacions passades eren sòlides. La reutilització de seqüències, no lligades a exemplars garantits, d'organismes inicialment mal identificats pot donar suport a conclusions incorrectes i s'ha d'evitar. Per tant, la millor pràctica per DNA barcoding és seqüenciar exemplars garantits. Per a molts tàxons, pot ser difícil obtenir exemplars de referència, per exemple, amb exemplars difícils de capturar, els exemplars disponibles es conserven malament o la manca l'experiència taxonòmica adequada. És important destacar que els codis de barres d'ADN també es poden utilitzar per crear taxonomia provisional, en aquest cas es poden utilitzar OTU com a substituts dels binomis llatins tradicionals, reduint així la dependència de bases de dades de referència completament poblades.

#### Biaix tecnològic
El DNA barcoding també comporta biaixos metodològics, des del mostreig fins a l'anàlisi de dades bioinformàtiques. A més del risc de contaminació de la mostra d'ADN per inhibidors de la PCR, el biaix als encebadors és una de les principals fonts d'errors en el DNA barcoding. L'aïllament d'un marcador d'ADN eficient i el disseny d'encebadors és un procés complex i s'ha realitzat un esforç considerable per desenvolupar encebadors per al DNA barcoding en diferents grups taxonòmics. Tanmateix, els primers sovint s'uneixen preferentment a algunes seqüències, cosa que condueix a una eficiència i especificitat diferencials dels encebadors i a una avaluació i inflació de riquesa de les comunitats no representatives. Per tant, la composició de les seqüències de comunitats de la mostra s'altera principalment al pas de PCR. A més, sovint cal la replicació de PCR, però comporta un augment exponencial del risc de contaminació. Diversos estudis han posat de relleu la possibilitat d'utilitzar mostres enriquides amb mitocondria o enfocaments sense PCR per evitar aquests biaixos, però a partir d'avui la tècnica de metabarcoding de l'ADN encara es basa en la seqüenciació d'amplicons. Altres biaixos entren a la imatge durant la seqüenciació i durant el processament bioinformàtic de les seqüències, com la creació de quimeres.

#### Manca d'estandardització
Tot i que DNA barcoding s'utilitza i s'aplica més àmpliament, no hi ha acord sobre els mètodes de conservació o extracció d'ADN, les eleccions dels marcadors d'ADN i el conjunt de encebadors, ni els protocols PCR. Els paràmetres de les pipelines de bioinformàtica (per exemple, agrupació OTU, algorismes d'assignació taxonòmica o llindars, etc.) són a l'origen de molts debats entre els usuaris de DNA barcoding. Les tecnologies de seqüenciació també evolucionen ràpidament, juntament amb les eines per a l'anàlisi de les quantitats massives de dades d'ADN generades, i és necessària una estandardització dels mètodes per permetre la col·laboració i l'intercanvi de dades a una escala espacial i temporal més gran. Aquesta estandardització dels mètodes de codis de barres a escala europea forma part dels objectius de l'acció europea COST DNAqua-net i també és abordada pel CEN (el Comitè Europeu de Normalització).

Una altra crítica al DNA barcoding és la seva eficiència limitada per a una discriminació precisa per sota del nivell d'espècie (per exemple, per distingir entre varietats), per a la detecció d'híbrids, i que pot afectar-se per taxes d'evolució

#### Desajustos entre identificació convencional (morfològica) i basada en codi de barres
És important saber que les llistes de tàxons derivats per identificació convencional (morfològica) no són, i potser mai seran, directament comparables a les llistes de taxons derivats de la identificació basada en barcoding per diversos motius. La causa més important és probablement la incompletesa i la manca de precisió de les bases de dades de referència molecular que impedeixen una correcta assignació taxonòmica de seqüències d'eDNA. L'eDNA no trobarà els tàxons que no es troben a les bases de dades de referència i les seqüències enllaçades amb un nom incorrecte portaran a una identificació incorrecta. Altres causes conegudes són una escala i una mida de mostreig diferents entre una mostra tradicional i una mostra molecular, la possible anàlisi d'organismes morts, que pot passar de maneres diferents per als dos mètodes segons el grup d'organismes i la selecció específica d'identificació en qualsevol dels dos mètodes, variació de l'experiència taxonòmica o possibilitat d'identificar certs grups d'organismes, respectivament el biaix de cebadors que condueix també a una anàlisi esbiaixada dels tàxons.

#### Estimacions de riquesa / diversitat
El barcoding d'ADN pot resultar en una sobreestimació o subestimació de la riquesa i diversitat d'espècies. Alguns estudis suggereixen que els artefactes (identificació d'espècies no presents en una comunitat) són una de les principals causes de la biodiversitat inflada. El tema més problemàtic són els tàxons representats per un nombre baix de lectures de seqüenciació. Aquestes lectures se solen eliminar durant el procés de filtratge de dades, ja que diferents estudis suggereixen que la majoria d'aquestes lectures de baixa freqüència poden ser artefactes. No obstant això, poden existir tàxons rars reals entre aquestes lectures de baixa abundància. Les seqüències rares poden reflectir llinatges únics en comunitats que els converteixen en seqüències informatives i valuoses. Per tant, hi ha una forta necessitat d'algoritmes bioinformàtics més robustos que permetin diferenciar entre lectures informatives i artefactes. Les biblioteques de referència completes també permetrien una millor prova d'algorismes de bioinformàtica, en permetre un millor filtrat d'artefactes (és a dir, l'eliminació de seqüències que no tenen una contrapartida entre les espècies existents) i, per tant, seria possible obtenir una assignació d'espècies més precisa. La diversitat críptica també pot provocar una biodiversitat inflada, ja que una espècie morfològica es pot dividir en moltes seqüències moleculars diferents.

### Tàxons indeterminats (obscurs) i Sistema BIN
El DNA barcoding ha digitalitzat la taxonomia convencional. Però hi ha un augment explosiu en la velocitat de seqüenciació dels exemplars que no tenen cap connexió amb les espècies existents, resultant en «taxons indeterminats (dark taxa)» (Page, 2011; Parr et al., 2012). Per tant, la codificació de barres de l'ADN està provocant un augment dels tàxons indeterminats dia a dia. Hi ha dues possibles raons per aquest augment. Una de les raons és que la descripció de l'espècie requereix molt temps mentre que la seqüenciació és un procés ràpid d'identificació d'espècies. La segona raó és que l'evolució és més ràpida en variacions de la seqüència genètica en comparació amb les variacions morfològiques.
Per resoldre el problema de l'assignació taxonòmica incompleta, BOLD ha desenvolupat una nova eina coneguda com a número de índex de codis de barres (BIN). El sistema BIN agrupa exemplars en clústers numerats que tenen seqüències de CO1 similars mitjançant l'ús d'un enllaç per clúster i una analísi gràfica (Liu & Ma, 2011; Ratnasingham i Hebert, 2013).

## DNA metabarcoding
El metabarcoding d'ADN es defineix com el codi de barres d'ADN o ADN ambiental que permet la identificació simultània de molts tàxons dins de la mateixa mostra (ambiental), tot i que sovint dins del mateix grup d'organismes. La principal diferència entre els enfocaments és que el metabarcoding, a diferència del barcoding, no se centra en un organisme específic, sinó que pretén determinar la composició de les espècies dins d'una mostra.

### Metodologia
El procediment de metabarcoding, com el codi de barres general, cobreix els passos d'extracció d' ADN, amplificació de PCR, seqüenciació i anàlisi de dades. Un codi de barres consisteix en una regió gènica variable curta que és útil per a l'assignació taxonòmica flanquejada per regions gèniques altament conservades que es poden utilitzar per al disseny de encebadors. S'utilitzen diferents gens segons si l'objectiu és codificar una sola espècie o codificar diverses espècies. En aquest darrer cas, s'utilitza un gen més universal. El metabarcoding no utilitza ADN / ARN d'una sola espècie com a punt de partida, sinó ADN / ARN de diversos organismes derivats d'una mostra ambiental o massiva.

### Aplicacions

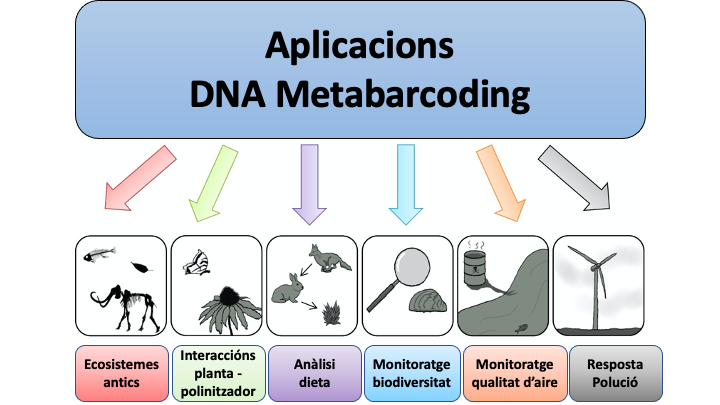
Aplicacions de Metabarcoding, esquema adaptat a partir de Past, present, and future perspectives of environmental DNA (eDNA) metabarcoding: A systematic review in methods, monitoring, and applications of global eDNA' by Krista M.Rupperta, Richard J.Kline and Md Saydur Rahmanan. Disponible en: https://www.sciencedirect.com/science/article/pii/S2351989418303500#fig1

El metabarcoding té el potencial de complementar les mesures de biodiversitat i fins i tot de substituir-les en alguns casos, especialment a mesura que la tecnologia avança i els procediments es fan cada vegada més econòmics, optimitzats i generalitzats.
Les aplicacions son: 
- Paleontologia i ecosistemes antics: la reconstrucció dels ecosistemes antics, fins avui dia, es basava en la identificació de pol·len i microfòssils. No obstant aquests mètodes eren propensos als errors humans i suposaven un gran cost de temps. Metabarcoding en combinació amb lús de dades tradicionals ha permès una visió més completa dels sistemes antics.[138]
- Interaccions planta-pol·linitzador: és una de les àrees més prometedores d'aquesta disciplina. Antigament els mètodes per determinar les plantes visitades pels pol·linitzadors consistien en observar els pol·linitzadors per saber on recol·lectaven el pol·len que consumien o recol·lectar les restes de pol·len que duien al cos per posteriorment observar-les al microscopi. Metabarcoding ha permès estudiar de forma més eficient aquestes interaccions, reduint considerablement el temps. A més, mitjançant la construcció de xarxes, permet considerar events o interaccions que no es podrien detectar només amb l'observació humana.[138]Àrees que compén el biomonitoratge, esquema adaptat a partir de  Past, present, and future perspectives of environmental DNA (eDNA) metabarcoding: A systematic review in methods, monitoring, and applications of global eDNA' by Krista M.Rupperta, Richard J.Kline and Md Saydur Rahmanan. Disponible en: https://www.sciencedirect.com/science/article/pii/S2351989418303500#fig1

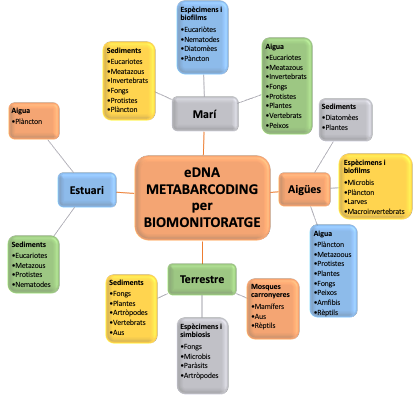
Àrees que compén el biomonitoratge, esquema adaptat a partir de Past, present, and future perspectives of environmental DNA (eDNA) metabarcoding: A systematic review in methods, monitoring, and applications of global eDNA' by Krista M.Rupperta, Richard J.Kline and Md Saydur Rahmanan. Disponible en: https://www.sciencedirect.com/science/article/pii/S2351989418303500#fig1

- Biomonitoratge i seguiment de la biodiversitat en entorns terrestres i aquàtics: és l'aplicació més explorada d'aquest disciplina. Actualment s'està treballant en la seva automatització mitjançant l'ús de tècniques com machine learning . Gràcies a aquest mètode informàtic, s'estan implementant models predictius matemàtics capaços de dur a terme aquesta vigilància sense necessitat d'assignació taxonòmica, eliminant l'interferència humana en el desenvolupament de bases de dades de referència i la posterior assignació d'espècies.[138] Es poden veure les àrees que cobreix aquestes aplicació a la segona imatge de la dreta.
- Anàlisi de la dieta: és un dels camps emergents en aquesta disciplina. Metabarcoding permet l'estudi no-invasiu de continguts del sistema digestiu a través de la femta. Això permet saber com és l'alimentació de molts éssers vius amb només mostres de defecació, sense la necessitat d'observació o altre tipus de mesures.[138]
- Seguretat alimentària
- Monitoratge de la qualitat de l'aire
- Anàlisis de pol·lució

### Avantatges i reptes
Els avantatges i els reptes generals per al DNA barcoding revisats anteriorment són vàlids també per al metabarcoding. Un inconvenient particular dels estudis de metabarcoding és que encara no hi ha consens sobre el disseny experimental òptim i els criteris de bioinformàtica que s'han d'aplicar en el metabarcoding d'ADNm. No obstant això, hi ha intents conjunts actuals, com per exemple, la xarxa EU COST DNAqua-Net, per avançar intercanviant experiència i coneixements per establir estàndards de bones pràctiques per al biomonitoratge.